# Schlegelella aquatica
Schlegelella aquatica es una bacteria gramnegativa del género Schlegelella. Fue descrita en el año 2006. Su etimología hace referencia a acuática. Es aerobia y móvil por flagelo polar. Tiene un tamaño de 0,4-0,5 μm de ancho por 0,8-2 μm de largo. Suele crecer en células individuales. Catalasa negativa. Forma colonias blancas, circulares y convexas. Temperatura de crecimiento entre 30-60 °C, óptima de 50 °C. Es sensible a ampicilina, cefotaxima, cloranfenicol, gentamicina, kanamicina, ácido nalidíxico, novobiocina, penicilina, rifampicina, estreptomicina y tetraciclina. Se ha aislado de una fuente hidrotermal en Taiwán.